# Wino marki wino (singel)
Wino marki wino – drugi singel z trzeciego albumu studyjnego Krzysztofa "K.A.S.Y." Kasowskiego pt. K.A.S.A. no. 3.

## Lista utworów
Opracowano na podstawie materiału źródłowego.
1. Wino marki wino (radio mix) – 3:29
2. Menel – 0:04
3. Wino marki wino (album version) – 3:21
4. Wino marki wino (Św. Tekla Mix) – 6:48
5. Każdy lubi boogie (Feleki Mix) – 4:52
6. Każdy lubi boogie (50%) – 4:03
7. Każdy lubi boogie (głos solo) – 2:56

## Twórcy
- Krzysztof Kasowski – śpiew, muzyka, teksty (wszystkie utwory), aranżacje (utwory 1, 3-4 i 6), producent (utwory 1, 3-4)
- Izabela Janicka-Jończyk – menadżerka
- Mieczysław Felecki – aranżacja (utwór 5)
- Deck'a'Drum – produkcja